# Thạnh Hưng, Tân Hưng
Thạnh Hưng là một xã thuộc huyện Tân Hưng, tỉnh Long An, Việt Nam.
Xã Thạnh Hưng có diện tích 54,65 km², dân số năm 1999 là 1962 người, mật độ dân số đạt 36 người/km².